# Émigration des Kirghizes du Pamir afghan en Turquie

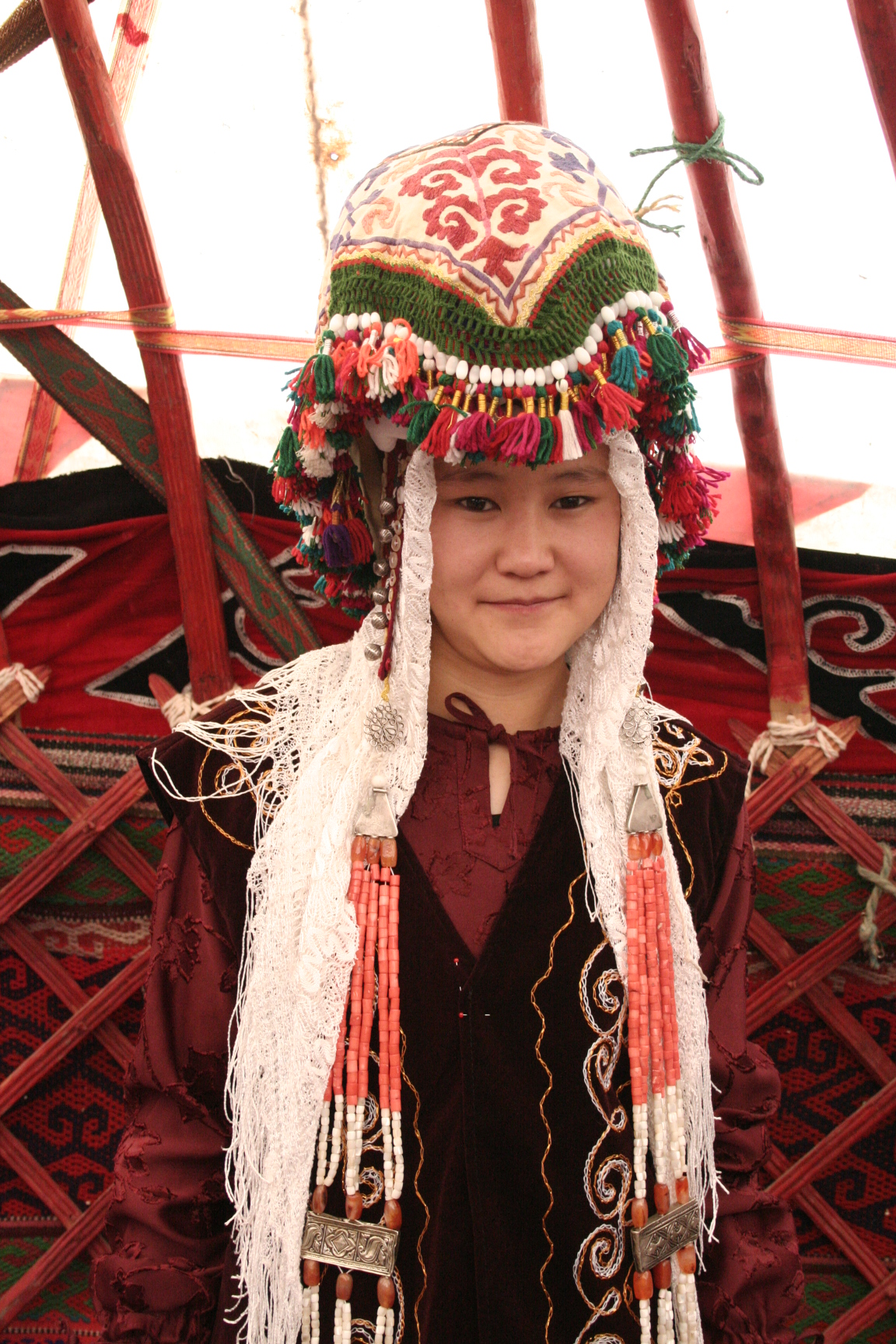
Une jeune Kirghize à Ulupamir en Turquie.

L'émigration des Kirghizes du Pamir afghan en Turquie est la migration, entre 1978 et 1983, d'un groupe d'Afghans de culture kirghize depuis les montagnes du petit Pamir, dans le tiers est du corridor du Wakhan en Afghanistan, jusqu'en Turquie où ils s'installent dans la région du lac de Van, en Anatolie orientale.

## Histoire

### Départ de l'Afghanistan

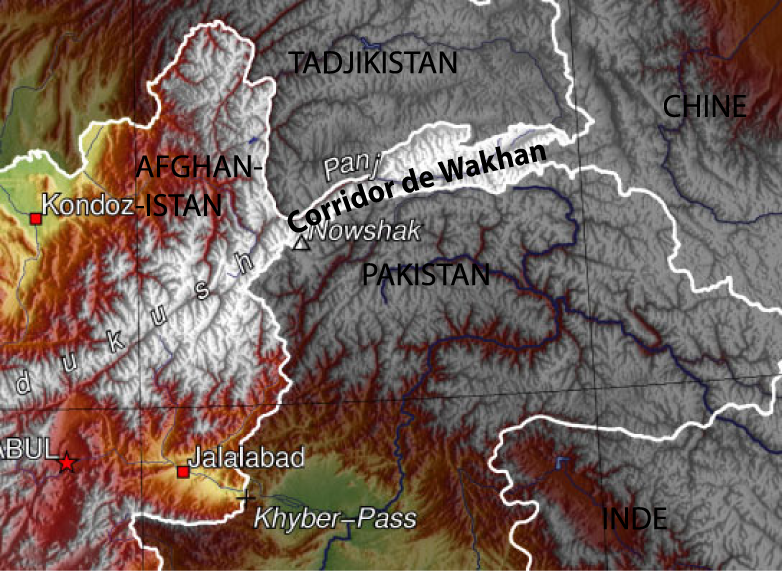
Les Kirghizes afghans ayant immigré en Turquie vivaient dans le tiers est du corridor du Wakhan, dans la zone de haute montagne dite du petit Pamir.

En 1978, à la suite de la prise de pouvoir des communistes en Afghanistan, 1 200 Kirghizes du petit Pamir, à l'est du Wakhan, menés par leur chef tribal Rahman Gul Khan, décident de fuir avec leur bétail au Pakistan voisin. Ils ont pour objectif de demander l'asile politique aux États-Unis et d'être réinstallés en Alaska, État choisi en raison de sa similarité climatique avec le Pamir. Le départ est organisé en secret. Afin de ne pas éveiller la méfiance des garde-frontières soviétiques situés à la frontière avec la RSS du Tadjikistan, les Kirghizes abandonnent leurs yourtes sans les démonter. Après un difficile périple au travers des montagnes de l'Hindou Kouch et du Karakoram où ils perdent certaines de leurs bêtes lors du franchissement de glaciers et de torrents, ils  parviennent au Pakistan en août 1978.

### Transit au Pakistan
Ils s'établissent autour de Gilgit et sont contraints de vendre leur bétail pour subvenir à leurs besoins. Leur mortalité est très forte au Pakistan en raison des mauvaises conditions de vie, de leur exposition à de nouvelles maladies et de leur manque d'adaptation au climat chaud et humide de la région sur fond de conflit meurtrier avec l'Inde, qui continue de revendiquer la région de Gilgit dans le contexte du conflit dans le Cachemire. Durant leur première année d'exil, cent d'entre eux meurent. L'invasion soviétique en Afghanistan en décembre 1979 coupe définitivement la route du retour.

### Arrivée en Turquie

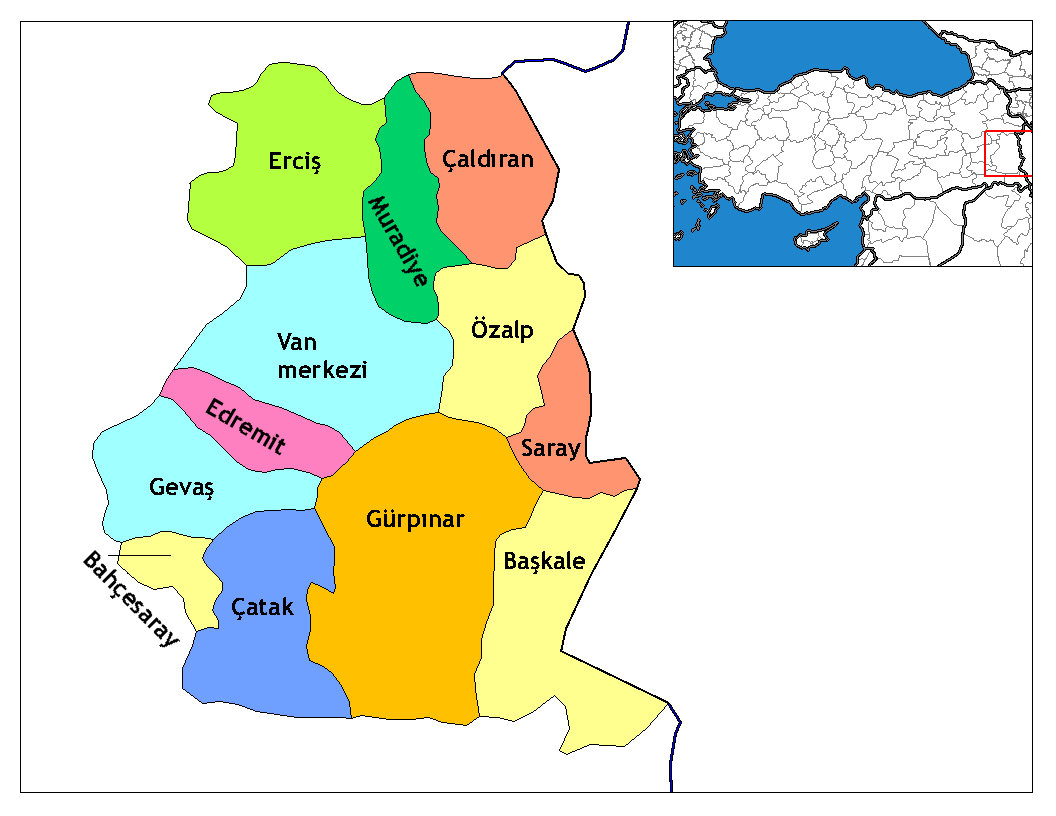
Les Kirghizes afghans émigrés en Turquie sont principalement regroupés dans le village d'Ulupamir, situé dans le district d'Erciş, province de Van à l'est du pays, en plein Kurdistan turc.

La Turquie, dirigée à cette époque par une dictature militaire, accepte finalement de les accueillir sur la base de la proximité culturelle des Turcs avec cette population musulmane parlant une langue turque. Ils sont transportés par avion par l'Organisation des Nations unies vers ce pays en 1983. Leur arrivée est l'objet d'une importante couverture médiatique par la presse turque et les réfugiés sont bien accueillis par l'opinion publique. Cependant, leur réinstallation dans la région du lac de Van, à l'est du pays, dans une zone peuplée très majoritairement de populations kurdes provoque le ressentiment de ces dernières. Les autorités turques justifient leur choix par l'existence dans la région de vastes pâtures de montagne appartenant à l'État, un milieu propice à l'adaptation des Kirghizes afghans habitués à la haute montagne. Cependant, la population locale y voit une décision politique visant à introduire dans une zone kurde une population turcophone et ressent mal le fait que de considérables ressources financières soient dépensées pour l'installation des Kirghizes alors que la région est pauvre et que les villages kurdes n'ont qu'un faible accès aux services de l'État.

### Documentaire
- Prisonniers de l'Himalaya, film documentaire de 52 minutes réalisé par Louis Meunier, sorti en 2012.